# Interlands Venezolaans voetbalelftal 2020-2029
Deze pagina toont een chronologisch en gedetailleerd overzicht van de interlands die het Venezolaans voetbalelftal speelt en heeft gespeeld in de periode 2020 – 2029.

## Interlands

### 2020
|                                                                           |                                                    |       |           | |
| 9 oktober WK 2022 kwalificatie № 406 «onderlinge duels» 18:30 uur (UTC−5) | Colombia                                           | 3 – 0 | Venezuela | Estadio Metropolitano Roberto Meléndez, Barranquilla Toeschouwers: 0 Scheidsrechter: Guillermo Guerrero (ECU) |
| 9 oktober WK 2022 kwalificatie № 406 «onderlinge duels» 18:30 uur (UTC−5) | Duván Zapata 16' Luis Muriel 26' Luis Muriel 45+3' |       |           | Estadio Metropolitano Roberto Meléndez, Barranquilla Toeschouwers: 0 Scheidsrechter: Guillermo Guerrero (ECU) |

|                                                                            |           |                    |          |                                                                                            |
| 13 oktober WK 2022 kwalificatie № 407 «onderlinge duels» 18:00 uur (UTC−4) | Venezuela | 0 – 1              | Paraguay | Estadio Metropolitano de Mérida, Mérida Toeschouwers: 0 Scheidsrechter: Andrés Rojas (COL) |
| 13 oktober WK 2022 kwalificatie № 407 «onderlinge duels» 18:00 uur (UTC−4) |           | 85' Gastón Giménez |          | Estadio Metropolitano de Mérida, Mérida Toeschouwers: 0 Scheidsrechter: Andrés Rojas (COL) |

|                                                                             |                     |       |           |                                                                                          |
| 13 november WK 2022 kwalificatie № 408 «onderlinge duels» 21:30 uur (UTC−3) | Brazilië            | 1 – 0 | Venezuela | Estádio do Morumbi, São Paulo Toeschouwers: 0 Scheidsrechter: Juan Gabriel Benítez (PAR) |
| 13 november WK 2022 kwalificatie № 408 «onderlinge duels» 21:30 uur (UTC−3) | Roberto Firmino 66' |       |           | Estádio do Morumbi, São Paulo Toeschouwers: 0 Scheidsrechter: Juan Gabriel Benítez (PAR) |

|                                                                             |                                 |       |                  |                                                                                            |
| 17 november WK 2022 kwalificatie № 409 «onderlinge duels» 17:00 uur (UTC−4) | Venezuela                       | 2 – 1 | Chili            | Estadio Olímpico de la UCV, Caracas Toeschouwers: 0 Scheidsrechter: Patricio Loustau (ARG) |
| 17 november WK 2022 kwalificatie № 409 «onderlinge duels» 17:00 uur (UTC−4) | Luis Mago 9' Salomón Rondón 81' |       | 15' Arturo Vidal | Estadio Olímpico de la UCV, Caracas Toeschouwers: 0 Scheidsrechter: Patricio Loustau (ARG) |

### 2021
|                                                                        |                                                         |       |                     |                                                                                  |
| 3 juni WK 2022 kwalificatie № 410 «onderlinge duels» 16:00 uur (UTC−4) | Bolivia                                                 | 3 – 1 | Venezuela           | Estadio Hernando Siles, La Paz Toeschouwers: 0 Scheidsrechter: Jhon Ospina (COL) |
| 3 juni WK 2022 kwalificatie № 410 «onderlinge duels» 16:00 uur (UTC−4) | Marcelo Moreno 5' Diego Bejarano 60' Marcelo Moreno 83' |       | 26' Jhon Chancellor | Estadio Hernando Siles, La Paz Toeschouwers: 0 Scheidsrechter: Jhon Ospina (COL) |

|                                                                        |           |       |         |                                                                                            |
| 8 juni WK 2022 kwalificatie № 411 «onderlinge duels» 18:30 uur (UTC−4) | Venezuela | 0 – 0 | Uruguay | Estadio Olímpico de la UCV, Caracas Toeschouwers: 0 Scheidsrechter: Anderson Daronco (BRA) |
| 8 juni WK 2022 kwalificatie № 411 «onderlinge duels» 18:30 uur (UTC−4) |           |       |         | Estadio Olímpico de la UCV, Caracas Toeschouwers: 0 Scheidsrechter: Anderson Daronco (BRA) |

| Copa América 2021 |
| ----------------- |

|                                                                              |                                                      |       |           |                                                                                               |
| 13 juni Copa América 2021 Groep B № 412 «onderlinge duels» 18:00 uur (UTC−3) | Brazilië                                             | 3 – 0 | Venezuela | Estádio Nacional de Brasília, Brasilia Toeschouwers: 0 Scheidsrechter: Esteban Ostojich (URU) |
| 13 juni Copa América 2021 Groep B № 412 «onderlinge duels» 18:00 uur (UTC−3) | Marquinhos 23' Neymar 64' (pen.) Gabriel Barbosa 89' |       |           | Estádio Nacional de Brasília, Brasilia Toeschouwers: 0 Scheidsrechter: Esteban Ostojich (URU) |

|                                                                              |          |       |           |                                                                                            |
| 17 juni Copa América 2021 Groep B № 413 «onderlinge duels» 18:00 uur (UTC−3) | Colombia | 0 – 0 | Venezuela | Estádio Olímpico Pedro Ludovico, Goiânia Toeschouwers: 0 Scheidsrechter: Eber Aquino (PAR) |
| 17 juni Copa América 2021 Groep B № 413 «onderlinge duels» 18:00 uur (UTC−3) |          |       |           | Estádio Olímpico Pedro Ludovico, Goiânia Toeschouwers: 0 Scheidsrechter: Eber Aquino (PAR) |

|                                                                              |                                           |       |                                       | |
| 20 juni Copa América 2021 Groep B № 414 «onderlinge duels» 18:00 uur (UTC−3) | Venezuela                                 | 2 – 2 | Ecuador                               | Olympisch Stadion Nilton Santos, Rio de Janeiro Toeschouwers: 0 Scheidsrechter: Roberto Tobar (CHI) |
| 20 juni Copa América 2021 Groep B № 414 «onderlinge duels» 18:00 uur (UTC−3) | Edson Castillo 51' Ronald Hernández 90+1' |       | 39' Ayrton Preciado 71' Gonzalo Plata | Olympisch Stadion Nilton Santos, Rio de Janeiro Toeschouwers: 0 Scheidsrechter: Roberto Tobar (CHI) |

|                                                                              |           |                    |      |                                                                                               |
| 27 juni Copa América 2021 Groep B № 415 «onderlinge duels» 18:00 uur (UTC−3) | Venezuela | 0 – 1              | Peru | Estádio Nacional de Brasília, Brasília Toeschouwers: 0 Scheidsrechter: Patricio Loustau (ARG) |
| 27 juni Copa América 2021 Groep B № 415 «onderlinge duels» 18:00 uur (UTC−3) |           | 48' André Carrillo |      | Estádio Nacional de Brasília, Brasília Toeschouwers: 0 Scheidsrechter: Patricio Loustau (ARG) |

|  |  |  |  |  |  |  |  |  |

|                                                                             |                               |       |                                                            |                                                                                               |
| 2 september WK 2022 kwalificatie № 416 «onderlinge duels» 20:00 uur (UTC−4) | Venezuela                     | 1 – 3 | Argentinië                                                 | Estadio Olímpico de la UCV, Caracas Toeschouwers: 6.000 Scheidsrechter: Leodán González (URU) |
| 2 september WK 2022 kwalificatie № 416 «onderlinge duels» 20:00 uur (UTC−4) | Yeferson Soteldo 90+4' (pen.) |       | 45+2' Lautaro Martínez 71' Joaquín Correa 74' Ángel Correa | Estadio Olímpico de la UCV, Caracas Toeschouwers: 6.000 Scheidsrechter: Leodán González (URU) |

|                                                                             |                     |       |           |                                                                                     |
| 5 september WK 2022 kwalificatie № 417 «onderlinge duels» 20:00 uur (UTC−5) | Peru                | 1 – 0 | Venezuela | Estadio Nacional, Lima Toeschouwers: 8.000 Scheidsrechter: Guillermo Guerrero (ECU) |
| 5 september WK 2022 kwalificatie № 417 «onderlinge duels» 20:00 uur (UTC−5) | Christian Cueva 35' |       |           | Estadio Nacional, Lima Toeschouwers: 8.000 Scheidsrechter: Guillermo Guerrero (ECU) |

|                                                                             |                                   |       |                     |                                                                                                |
| 9 september WK 2022 kwalificatie № 418 «onderlinge duels» 18:30 uur (UTC−4) | Paraguay                          | 2 – 1 | Venezuela           | Estadio Defensores del Chaco, Asuncion Toeschouwers: 5.000 Scheidsrechter: Roberto Tobar (CHI) |
| 9 september WK 2022 kwalificatie № 418 «onderlinge duels» 18:30 uur (UTC−4) | Héctor David Martínez 7' Kaku 46' |       | 90' Jhon Chancellor | Estadio Defensores del Chaco, Asuncion Toeschouwers: 5.000 Scheidsrechter: Roberto Tobar (CHI) |

|                                                                           |                  |       |                                                        |                                                                                            |
| 7 oktober WK 2022 kwalificatie № 419 «onderlinge duels» 19:30 uur (UTC−4) | Venezuela        | 1 – 3 | Brazilië                                               | Estadio Olímpico de la UCV, Caracas Toeschouwers: 6.000 Scheidsrechter: Kevin Ortega (PER) |
| 7 oktober WK 2022 kwalificatie № 419 «onderlinge duels» 19:30 uur (UTC−4) | Eric Ramírez 11' |       | 71' Marquinhos 85' (pen.) Gabriel Barbosa 90+5' Antony | Estadio Olímpico de la UCV, Caracas Toeschouwers: 6.000 Scheidsrechter: Kevin Ortega (PER) |

|                                                                            |                                      |       |                           |                                                                                             |
| 10 oktober WK 2022 kwalificatie № 420 «onderlinge duels» 16:30 uur (UTC−4) | Venezuela                            | 2 – 1 | Ecuador                   | Estadio Olímpico de la UCV, Caracas Toeschouwers: 10.000 Scheidsrechter: Andrés Cunha (URU) |
| 10 oktober WK 2022 kwalificatie № 420 «onderlinge duels» 16:30 uur (UTC−4) | Darwin Machís 45+1' Eduard Bello 64' |       | 37' (pen.) Enner Valencia | Estadio Olímpico de la UCV, Caracas Toeschouwers: 10.000 Scheidsrechter: Andrés Cunha (URU) |

|                                                                            |                                                    |       |           | |
| 14 oktober WK 2022 kwalificatie № 421 «onderlinge duels» 21:00 uur (UTC−3) | Chili                                              | 3 – 0 | Venezuela | Estadio San Carlos de Apoquindo, Las Condes Toeschouwers: 10.000 Scheidsrechter: Raphael Claus (BRA) |
| 14 oktober WK 2022 kwalificatie № 421 «onderlinge duels» 21:00 uur (UTC−3) | Erick Pulgar 18' Erick Pulgar 37' Ben Brereton 73' |       |           | Estadio San Carlos de Apoquindo, Las Condes Toeschouwers: 10.000 Scheidsrechter: Raphael Claus (BRA) |

|                                                                             |                    |       |           |                                                                                                  |
| 11 november WK 2022 kwalificatie № 422 «onderlinge duels» 16:00 uur (UTC−5) | Ecuador            | 1 – 0 | Venezuela | Estadio Rodrigo Paz Delgado, Quito Toeschouwers: 25.000 Scheidsrechter: Christian Ferreyra (URU) |
| 11 november WK 2022 kwalificatie № 422 «onderlinge duels» 16:00 uur (UTC−5) | Piero Hincapié 41' |       |           | Estadio Rodrigo Paz Delgado, Quito Toeschouwers: 25.000 Scheidsrechter: Christian Ferreyra (URU) |

|                                                                             |                   |       |                                           |                                                                                           |
| 16 november WK 2022 kwalificatie № 423 «onderlinge duels» 19:00 uur (UTC−4) | Venezuela         | 1 – 2 | Peru                                      | Estadio Olímpico de la UCV, Caracas Toeschouwers: 9.000 Scheidsrechter: Bruno Arleu (BRA) |
| 16 november WK 2022 kwalificatie № 423 «onderlinge duels» 19:00 uur (UTC−4) | Darwin Machís 52' |       | 18' Gianluca Lapadula 65' Christian Cueva | Estadio Olímpico de la UCV, Caracas Toeschouwers: 9.000 Scheidsrechter: Bruno Arleu (BRA) |

### 2022
|                                                                            |                                                                            |       |                   |                                                                                              |
| 27 januari WK 2022 kwalificatie № 424 «onderlinge duels» 18:00 uur (UTC−4) | Venezuela                                                                  | 4 – 1 | Bolivia           | Estadio Agustín Tovar, Barinas Toeschouwers: 24.000 Scheidsrechter: Guillermo Guerrero (ECU) |
| 27 januari WK 2022 kwalificatie № 424 «onderlinge duels» 18:00 uur (UTC−4) | Salomón Rondón 24' Salomón Rondón 34' Darwin Machís 55' Salomón Rondón 67' |       | 38' Bruno Miranda | Estadio Agustín Tovar, Barinas Toeschouwers: 24.000 Scheidsrechter: Guillermo Guerrero (ECU) |

|                                                                            |                                                                                             |       |                    |                                                                                       |
| 1 februari WK 2022 kwalificatie № 425 «onderlinge duels» 20:00 uur (UTC−3) | Uruguay                                                                                     | 4 – 1 | Venezuela          | Estadio Centenario, Montevideo Toeschouwers: 55.000 Scheidsrechter: Bruno Arleu (BRA) |
| 1 februari WK 2022 kwalificatie № 425 «onderlinge duels» 20:00 uur (UTC−3) | Rodrigo Bentancur 1' Giorgian De Arrascaeta 23' Edinson Cavani 45+1' Luis Suárez 53' (pen.) |       | 65' Josef Martínez | Estadio Centenario, Montevideo Toeschouwers: 55.000 Scheidsrechter: Bruno Arleu (BRA) |

|                                                                          |                                                          |       |           |                                                                                    |
| 25 maart WK 2022 kwalificatie № 426 «onderlinge duels» 20:30 uur (UTC−3) | Argentinië                                               | 3 – 0 | Venezuela | La Bombonera, Buenos Aires Toeschouwers: 42.000 Scheidsrechter: Kevin Ortega (PER) |
| 25 maart WK 2022 kwalificatie № 426 «onderlinge duels» 20:30 uur (UTC−3) | Nicolás González 34' Ángel Di María 79' Lionel Messi 82' |       |           | La Bombonera, Buenos Aires Toeschouwers: 42.000 Scheidsrechter: Kevin Ortega (PER) |

|                                                                          |           |                              |          |                                                                                     |
| 29 maart WK 2022 kwalificatie № 427 «onderlinge duels» 19:30 uur (UTC−4) | Venezuela | 0 – 1                        | Colombia | Polideportivo Cachamay, Ciudad Guayana Scheidsrechter: Wilton Pereira Sampaio (BRA) |
| 29 maart WK 2022 kwalificatie № 427 «onderlinge duels» 19:30 uur (UTC−4) |           | 45+4' (pen.) James Rodríguez |          | Polideportivo Cachamay, Ciudad Guayana Scheidsrechter: Wilton Pereira Sampaio (BRA) |

|                                                                     |       |                    |           |                                                               |
| 1 juni Vriendschappelijk № 428 «onderlinge duels» 19:00 uur (UTC+2) | Malta | 0 – 1              | Venezuela | Ta' Qalistadion, Ta' Qali Scheidsrechter: Kristo Tohver (EST) |
| 1 juni Vriendschappelijk № 428 «onderlinge duels» 19:00 uur (UTC+2) |       | 34' Salomón Rondón |           | Ta' Qalistadion, Ta' Qali Scheidsrechter: Kristo Tohver (EST) |

|                                                                     |               |                      |           | |
| 9 juni Vriendschappelijk № 429 «onderlinge duels» 19:00 uur (UTC+2) | Saoedi-Arabië | 0 – 1                | Venezuela | Estadio Enrique Roca de Murcia, Murcia Toeschouwers: 400 Scheidsrechter: Daniel Gómez Gordillo (GIB) |
| 9 juni Vriendschappelijk № 429 «onderlinge duels» 19:00 uur (UTC+2) |               | 37' Nahuel Ferraresi |           | Estadio Enrique Roca de Murcia, Murcia Toeschouwers: 400 Scheidsrechter: Daniel Gómez Gordillo (GIB) |

|                                                                           |           |                                      |         |                                                                                                 |
| 22 september Vriendschappelijk № 430 «onderlinge duels» 18:00 uur (UTC+2) | Venezuela | 0 – 1                                | IJsland | motion_invest Arena, Maria Enzersdorf Toeschouwers: 50 Scheidsrechter: Sebastian Gishamer (AUT) |
| 22 september Vriendschappelijk № 430 «onderlinge duels» 18:00 uur (UTC+2) |           | 87' (pen.) Ísak Bergmann Jóhannesson |         | motion_invest Arena, Maria Enzersdorf Toeschouwers: 50 Scheidsrechter: Sebastian Gishamer (AUT) |

|                                                                           |        |                                                                                  |           | |
| 27 september Vriendschappelijk № 431 «onderlinge duels» 17:00 uur (UTC+2) | V.A.E. | 0 – 4                                                                            | Venezuela | Stadion Wiener Neustadt, Wiener Neustadt Toeschouwers: 350 Scheidsrechter: Manuel Schüttengruber (AUT) |
| 27 september Vriendschappelijk № 431 «onderlinge duels» 17:00 uur (UTC+2) |        | 18' Jefferson Savarino 25' Salomón Rondón 34' Jhon Chancellor 77' Josef Martínez |           | Stadion Wiener Neustadt, Wiener Neustadt Toeschouwers: 350 Scheidsrechter: Manuel Schüttengruber (AUT) |

|                                                                          |                                  |       |                                                     |                                                                                                 |
| 15 november Vriendschappelijk № 432 «onderlinge duels» 21:00 uur (UTC+4) | Panama                           | 2 – 2 | Venezuela                                           | Al Hamriya Sportclub Stadion, Al Hamriya Toeschouwers: 250 Scheidsrechter: Sultan Mohamed (VAE) |
| 15 november Vriendschappelijk № 432 «onderlinge duels» 21:00 uur (UTC+4) | José Fajardo 26' César Yanis 79' |       | 83' (pen.) Salomón Rondón 90+3' Ernesto Torregrossa | Al Hamriya Sportclub Stadion, Al Hamriya Toeschouwers: 250 Scheidsrechter: Sultan Mohamed (VAE) |

|                                                                          |                      |       |                                           |                                                                                       |
| 20 november Vriendschappelijk № 433 «onderlinge duels» 21:00 uur (UTC+4) | Syrië                | 1 – 2 | Venezuela                                 | Al-Rashidstadion, Dubai Toeschouwers: 1.000 Scheidsrechter: Omar Mohamed Al Ali (VAE) |
| 20 november Vriendschappelijk № 433 «onderlinge duels» 21:00 uur (UTC+4) | Mohamad Rihanieh 49' |       | 2' Ernesto Torregrossa 50' Salomón Rondón | Al-Rashidstadion, Dubai Toeschouwers: 1.000 Scheidsrechter: Omar Mohamed Al Ali (VAE) |

### 2023
|                                                                       |                      |       |                                       |                                                                                                 |
| 24 maart Vriendschappelijk № 434 «onderlinge duels» 22:00 uur (UTC+3) | Saoedi-Arabië        | 1 – 2 | Venezuela                             | Prince Abdullah al-Faisalstadion, Jeddah Toeschouwers: 4.960 Scheidsrechter: Ahmed Al-Kaf (OMA) |
| 24 maart Vriendschappelijk № 434 «onderlinge duels» 22:00 uur (UTC+3) | Salem Al-Dawsari 73' |       | 26' Josef Martínez 34' Salomón Rondón | Prince Abdullah al-Faisalstadion, Jeddah Toeschouwers: 4.960 Scheidsrechter: Ahmed Al-Kaf (OMA) |

|                                                                       |                                   |       |                       |                                                                                            |
| 28 maart Vriendschappelijk № 435 «onderlinge duels» 21:00 uur (UTC+3) | Oezbekistan                       | 1 – 1 | Venezuela             | Koning Abdoellah Sportstad, Jeddah Toeschouwers: 30 Scheidsrechter: Khaled Al-Turais (KSA) |
| 28 maart Vriendschappelijk № 435 «onderlinge duels» 21:00 uur (UTC+3) | Jasoerbek Jachsjibojev 78' (pen.) |       | 6' Alexander González | Koning Abdoellah Sportstad, Jeddah Toeschouwers: 30 Scheidsrechter: Khaled Al-Turais (KSA) |

|                                                                      |                      |       |          |                                                                 |
| 15 juni Vriendschappelijk № 436 «onderlinge duels» 20:00 uur (UTC−4) | Venezuela            | 1 – 0 | Honduras | Audi Field, Washington D.C. Scheidsrechter: Jaime Herrera (SLV) |
| 15 juni Vriendschappelijk № 436 «onderlinge duels» 20:00 uur (UTC−4) | Yeferson Soteldo 37' |       |          | Audi Field, Washington D.C. Scheidsrechter: Jaime Herrera (SLV) |

|                                                                      |           |                    |           |                                                                                         |
| 18 juni Vriendschappelijk № 437 «onderlinge duels» 16:30 uur (UTC−4) | Guatemala | 0 – 1              | Venezuela | Rentschler Field, East Hartford Toeschouwers: 8.568 Scheidsrechter: Jeremy Scheer (USA) |
| 18 juni Vriendschappelijk № 437 «onderlinge duels» 16:30 uur (UTC−4) |           | 80' Yangel Herrera |           | Rentschler Field, East Hartford Toeschouwers: 8.568 Scheidsrechter: Jeremy Scheer (USA) |

|                                                                             |                         |       |           | |
| 7 september WK 2026 kwalificatie № 438 «onderlinge duels» 18:00 uur (UTC−5) | Colombia                | 1 – 0 | Venezuela | Estadio Metropolitano Roberto Meléndez, Barranquilla Toeschouwers: 43.084 Scheidsrechter: Anderson Daronco (BRA) |
| 7 september WK 2026 kwalificatie № 438 «onderlinge duels» 18:00 uur (UTC−5) | Rafael Santos Borré 46' |       |           | Estadio Metropolitano Roberto Meléndez, Barranquilla Toeschouwers: 43.084 Scheidsrechter: Anderson Daronco (BRA) |

|                                                                              |                             |       |          |                                                                                     |
| 12 september WK 2026 kwalificatie № 439 «onderlinge duels» 18:00 uur (UTC−4) | Venezuela                   | 1 – 0 | Paraguay | Estadio Monumental, Maturín Toeschouwers: 34.187 Scheidsrechter: Andrés Rojas (COL) |
| 12 september WK 2026 kwalificatie № 439 «onderlinge duels» 18:00 uur (UTC−4) | Salomón Rondón 90+3' (pen.) |       |          | Estadio Monumental, Maturín Toeschouwers: 34.187 Scheidsrechter: Andrés Rojas (COL) |

|                                                                            |             |       |                  |                                                                                |
| 12 oktober WK 2026 kwalificatie № 440 «onderlinge duels» 20:30 uur (UTC−4) | Brazilië    | 1 – 1 | Venezuela        | Arena Pantanal, Cuiabá Toeschouwers: 39.018 Scheidsrechter: Kevin Ortega (PER) |
| 12 oktober WK 2026 kwalificatie № 440 «onderlinge duels» 20:30 uur (UTC−4) | Gabriel 50' |       | 85' Eduard Bello | Arena Pantanal, Cuiabá Toeschouwers: 39.018 Scheidsrechter: Kevin Ortega (PER) |

|                                                                            |                                                             |       |       |                                                                                        |
| 17 oktober WK 2026 kwalificatie № 441 «onderlinge duels» 17:00 uur (UTC−4) | Venezuela                                                   | 3 – 0 | Chili | Estadio Monumental, Maturín Toeschouwers: 48.076 Scheidsrechter: Flavio de Souza (BRA) |
| 17 oktober WK 2026 kwalificatie № 441 «onderlinge duels» 17:00 uur (UTC−4) | Yeferson Soteldo 45+1' Salomón Rondón 72' Darwin Machís 79' |       |       | Estadio Monumental, Maturín Toeschouwers: 48.076 Scheidsrechter: Flavio de Souza (BRA) |

|                                                                             |           |       |         |                                                                                             |
| 16 november WK 2026 kwalificatie № 442 «onderlinge duels» 18:00 uur (UTC−4) | Venezuela | 0 – 0 | Ecuador | Estadio Monumental, Maturín Toeschouwers: 51.083 Scheidsrechter: Juan Gabriel Benítez (PAR) |
| 16 november WK 2026 kwalificatie № 442 «onderlinge duels» 18:00 uur (UTC−4) |           |       |         | Estadio Monumental, Maturín Toeschouwers: 51.083 Scheidsrechter: Juan Gabriel Benítez (PAR) |

|                                                                             |                    |       |                        |                                                                                 |
| 21 november WK 2026 kwalificatie № 443 «onderlinge duels» 21:00 uur (UTC−5) | Peru               | 1 – 1 | Venezuela              | Estadio Nacional, Lima Toeschouwers: 27.323 Scheidsrechter: Darío Herrera (ARG) |
| 21 november WK 2026 kwalificatie № 443 «onderlinge duels» 21:00 uur (UTC−5) | Yoshimar Yotún 17' |       | 54' Jefferson Savarino | Estadio Nacional, Lima Toeschouwers: 27.323 Scheidsrechter: Darío Herrera (ARG) |

|                                                                          |                         |       |           |                                                                                            |
| 10 december Vriendschappelijk № 444 «onderlinge duels» 18:30 uur (UTC−5) | Colombia                | 1 – 0 | Venezuela | DRV PNK Stadium, Fort Lauderdale Toeschouwers: 15.000 Scheidsrechter: Rubiel Vazquez (USA) |
| 10 december Vriendschappelijk № 444 «onderlinge duels» 18:30 uur (UTC−5) | Andrés Ferro 41' (e.d.) |       |           | DRV PNK Stadium, Fort Lauderdale Toeschouwers: 15.000 Scheidsrechter: Rubiel Vazquez (USA) |

### 2024
|                                                                       |                   |       |                                     |                                                                                          |
| 21 maart Vriendschappelijk № 445 «onderlinge duels» 17:00 uur (UTC−4) | Venezuela         | 1 – 2 | Italië                              | Chase Stadium, Fort Lauderdale Toeschouwers: 15.000 Scheidsrechter: Rubiel Vazquez (USA) |
| 21 maart Vriendschappelijk № 445 «onderlinge duels» 17:00 uur (UTC−4) | Darwin Machís 43' |       | 40' Mateo Retegui 80' Mateo Retegui | Chase Stadium, Fort Lauderdale Toeschouwers: 15.000 Scheidsrechter: Rubiel Vazquez (USA) |

|                                                                       |           |       |           |                                                                        |
| 24 maart Vriendschappelijk № 446 «onderlinge duels» 17:00 uur (UTC−5) | Venezuela | 0 – 0 | Guatemala | Shell Energy Stadium, Houston Scheidsrechter: Armando Villarreal (USA) |
| 24 maart Vriendschappelijk № 446 «onderlinge duels» 17:00 uur (UTC−5) |           |       |           | Shell Energy Stadium, Houston Scheidsrechter: Armando Villarreal (USA) |

| Copa América 2024 |
| ----------------- |

|                                                                         |                      |       |                                    |                                                                                      |
| 22 juni Copa América Groep B № 447 «onderlinge duels» 15:00 uur (UTC−7) | Ecuador              | 1 – 2 | Venezuela                          | Levi's Stadium, Santa Clara Toeschouwers: 29.864 Scheidsrechter: Wilmar Roldán (COL) |
| 22 juni Copa América Groep B № 447 «onderlinge duels» 15:00 uur (UTC−7) | Jeremy Sarmiento 40' |       | 64' Jhonder Cádiz 74' Eduard Bello | Levi's Stadium, Santa Clara Toeschouwers: 29.864 Scheidsrechter: Wilmar Roldán (COL) |

|                                                                         |                           |       |        |                                                                                  |
| 26 juni Copa América Groep B № 448 «onderlinge duels» 18:00 uur (UTC−7) | Venezuela                 | 1 – 0 | Mexico | SoFi Stadium, Inglewood Toeschouwers: 72.773 Scheidsrechter: Raphael Claus (BRA) |
| 26 juni Copa América Groep B № 448 «onderlinge duels» 18:00 uur (UTC−7) | Salomón Rondón 57' (pen.) |       |        | SoFi Stadium, Inglewood Toeschouwers: 72.773 Scheidsrechter: Raphael Claus (BRA) |

|                                                                         |         |                                                      |           |                                                                                |
| 30 juni Copa América Groep B № 449 «onderlinge duels» 19:00 uur (UTC−5) | Jamaica | 0 – 3                                                | Venezuela | Q2 Stadium, Austin Toeschouwers: 20.240 Scheidsrechter: Maurizio Mariani (ITA) |
| 30 juni Copa América Groep B № 449 «onderlinge duels» 19:00 uur (UTC−5) |         | 49' Eduard Bello 56' Salomón Rondón 85' Eric Ramírez |           | Q2 Stadium, Austin Toeschouwers: 20.240 Scheidsrechter: Maurizio Mariani (ITA) |

|                                                                            |                                                                                          |              |                                                                                        |                                                                                           |
| 5 juli Copa América Kwartfinale № 450 «onderlinge duels» 20:00 uur (UTC−5) | Venezuela                                                                                | 1 – 1 (n.v.) | Canada                                                                                 | AT&T Stadium, Arlington Toeschouwers: 51.080 Scheidsrechter: Wilton Pereira Sampaio (BRA) |
| 5 juli Copa América Kwartfinale № 450 «onderlinge duels» 20:00 uur (UTC−5) | Salomón Rondón 65'                                                                       |              | 13' Jacob Shaffelburg                                                                  | AT&T Stadium, Arlington Toeschouwers: 51.080 Scheidsrechter: Wilton Pereira Sampaio (BRA) |
| 5 juli Copa América Kwartfinale № 450 «onderlinge duels» 20:00 uur (UTC−5) | Strafschoppen                                                                            |              |                                                                                        | AT&T Stadium, Arlington Toeschouwers: 51.080 Scheidsrechter: Wilton Pereira Sampaio (BRA) |
| 5 juli Copa América Kwartfinale № 450 «onderlinge duels» 20:00 uur (UTC−5) | Salomón Rondón Yangel Herrera Tomás Rincón Jefferson Savarino Jhonder Cádiz Wilker Ángel | 3 – 4        | Jonathan David Liam Millar Moïse Bombito Stephen Eustáquio Alphonso Davies Ismaël Koné | AT&T Stadium, Arlington Toeschouwers: 51.080 Scheidsrechter: Wilton Pereira Sampaio (BRA) |

|  |  |  |  |  |  |  |  |  |

|                                                                             |                                                                                      |       |           |                                                                                                |
| 5 september WK 2026 kwalificatie № 451 «onderlinge duels» 16:00 uur (UTC−4) | Bolivia                                                                              | 4 – 0 | Venezuela | Estadio Municipal de El Alto, El Alto Toeschouwers: 15.000 Scheidsrechter: Wilmar Roldán (COL) |
| 5 september WK 2026 kwalificatie № 451 «onderlinge duels» 16:00 uur (UTC−4) | Ramiro Vaca 13' Carmelo Algarañaz 45+5' (pen.) Miguel Terceros 46' Enzo Monteiro 89' |       |           | Estadio Municipal de El Alto, El Alto Toeschouwers: 15.000 Scheidsrechter: Wilmar Roldán (COL) |

|                                                                              |           |       |         |                                                                                      |
| 10 september WK 2026 kwalificatie № 452 «onderlinge duels» 18:00 uur (UTC−4) | Venezuela | 0 – 0 | Uruguay | Estadio Monumental, Maturín Toeschouwers: 50.000 Scheidsrechter: Raphael Claus (BRA) |
| 10 september WK 2026 kwalificatie № 452 «onderlinge duels» 18:00 uur (UTC−4) |           |       |         | Estadio Monumental, Maturín Toeschouwers: 50.000 Scheidsrechter: Raphael Claus (BRA) |

|                                                                            |                    |       |                      |                                                                                       |
| 10 oktober WK 2026 kwalificatie № 453 «onderlinge duels» 17:00 uur (UTC−4) | Venezuela          | 1 – 1 | Argentinië           | Estadio Monumental, Maturín Toeschouwers: 50.000 Scheidsrechter: Gustavo Tejera (URU) |
| 10 oktober WK 2026 kwalificatie № 453 «onderlinge duels» 17:00 uur (UTC−4) | Salomón Rondón 65' |       | 13' Nicolás Otamendi | Estadio Monumental, Maturín Toeschouwers: 50.000 Scheidsrechter: Gustavo Tejera (URU) |

|                                                                            |                                           |       |                  |                                                                                              |
| 15 oktober WK 2026 kwalificatie № 454 «onderlinge duels» 20:00 uur (UTC−3) | Paraguay                                  | 2 – 1 | Venezuela        | Estadio Defensores del Chaco, Asuncion Toeschouwers: 28.531 Scheidsrechter: Piero Maza (CHI) |
| 15 oktober WK 2026 kwalificatie № 454 «onderlinge duels» 20:00 uur (UTC−3) | Antonio Sanabria 59' Antonio Sanabria 74' |       | 25' Jon Aramburu | Estadio Defensores del Chaco, Asuncion Toeschouwers: 28.531 Scheidsrechter: Piero Maza (CHI) |

|                                                                             |                     |       |              |                                                                                     |
| 14 november WK 2026 kwalificatie № 455 «onderlinge duels» 17:00 uur (UTC−4) | Venezuela           | 1 – 1 | Brazilië     | Estadio Monumental, Maturín Toeschouwers: 40.223 Scheidsrechter: Andrés Rojas (COL) |
| 14 november WK 2026 kwalificatie № 455 «onderlinge duels» 17:00 uur (UTC−4) | Telasco Segovia 46' |       | 43' Raphinha | Estadio Monumental, Maturín Toeschouwers: 40.223 Scheidsrechter: Andrés Rojas (COL) |

|                                                                             |                                                                              |       |                                          |                                                                                     |
| 19 november WK 2026 kwalificatie № 456 «onderlinge duels» 21:00 uur (UTC−3) | Chili                                                                        | 4 – 2 | Venezuela                                | Estadio Nacional, Santiago Toeschouwers: 31.906 Scheidsrechter: Facundo Tello (ARG) |
| 19 november WK 2026 kwalificatie № 456 «onderlinge duels» 21:00 uur (UTC−3) | Eduardo Vargas 20' Tomás Rincón 29' (e.d.) Lucas Cepeda 38' Lucas Cepeda 47' |       | 13' Jefferson Savarino 22' Rubén Ramírez | Estadio Nacional, Santiago Toeschouwers: 31.906 Scheidsrechter: Facundo Tello (ARG) |

### 2025
|                                                                         |                                                          |       |                   |                                                                                           |
| 18 januari Vriendschappelijk № 457 «onderlinge duels» 15:00 uur (UTC−5) | Verenigde Staten                                         | 3 – 1 | Venezuela         | Chase Stadium, Fort Lauderdale Toeschouwers: 18.008 Scheidsrechter: Steven Madrigal (CRC) |
| 18 januari Vriendschappelijk № 457 «onderlinge duels» 15:00 uur (UTC−5) | Jack McGlynn 37' Patrick Agyemang 39' Matko Miljevic 64' |       | 68' Jorge Yriarte | Chase Stadium, Fort Lauderdale Toeschouwers: 18.008 Scheidsrechter: Steven Madrigal (CRC) |

|                                                                          |                                       |       |                     |                                                                       |
| 21 maart WK 2026 kwalificatie № 458 «onderlinge duels» 16:00 uur (UTC−5) | Ecuador                               | 2 – 1 | Venezuela           | Estadio Rodrigo Paz Delgado, Quito Scheidsrechter: Ramon Abatti (BRA) |
| 21 maart WK 2026 kwalificatie № 458 «onderlinge duels» 16:00 uur (UTC−5) | Enner Valencia 39' Enner Valencia 46' |       | 90+1' Jhonder Cádiz | Estadio Rodrigo Paz Delgado, Quito Scheidsrechter: Ramon Abatti (BRA) |

|                                                                          |                           |       |      |                                                                                       |
| 25 maart WK 2026 kwalificatie № 459 «onderlinge duels» 20:00 uur (UTC−4) | Venezuela                 | 1 – 0 | Peru | Estadio Monumental, Maturín Toeschouwers: 33.683 Scheidsrechter: Cristian Garay (CHI) |
| 25 maart WK 2026 kwalificatie № 459 «onderlinge duels» 20:00 uur (UTC−4) | Salomón Rondón 41' (pen.) |       |      | Estadio Monumental, Maturín Toeschouwers: 33.683 Scheidsrechter: Cristian Garay (CHI) |

|                                                           |           |   |         |                               |
| juni WK 2026 kwalificatie № 460 «onderlinge duels» n.n.b. | Venezuela | – | Bolivia | n.n.b. Scheidsrechter: n.n.b. |
| juni WK 2026 kwalificatie № 460 «onderlinge duels» n.n.b. |           |   |         | n.n.b. Scheidsrechter: n.n.b. |

|                                                           |         |   |           |                               |
| juni WK 2026 kwalificatie № 461 «onderlinge duels» n.n.b. | Uruguay | – | Venezuela | n.n.b. Scheidsrechter: n.n.b. |
| juni WK 2026 kwalificatie № 461 «onderlinge duels» n.n.b. |         |   |           | n.n.b. Scheidsrechter: n.n.b. |

|                                                                |            |   |           |                               |
| september WK 2026 kwalificatie № 462 «onderlinge duels» n.n.b. | Argentinië | – | Venezuela | n.n.b. Scheidsrechter: n.n.b. |
| september WK 2026 kwalificatie № 462 «onderlinge duels» n.n.b. |            |   |           | n.n.b. Scheidsrechter: n.n.b. |

|                                                                |           |   |          |                               |
| september WK 2026 kwalificatie № 463 «onderlinge duels» n.n.b. | Venezuela | – | Colombia | n.n.b. Scheidsrechter: n.n.b. |
| september WK 2026 kwalificatie № 463 «onderlinge duels» n.n.b. |           |   |          | n.n.b. Scheidsrechter: n.n.b. |

FVF · A-internationals · Selecties · Bondscoaches · Statistieken · Venezolaans vrouwenelftal · Olympisch elftal · Venezuela U21 · Venezuela U20 · Venezuela U19 · Venezuela U18 · Venezuela U17
1938 – 1949 ·
1950 – 1959 ·
1960 – 1969 ·
1970 – 1979 ·
1980 – 1989 ·
1990 – 1999 ·
2000 – 2009 ·
2010 – 2019 ·
2020 – 2029
1938 · 
1939–1945 · 
1946 · 
1947 · 
1948 · 
1949 · 1950 · 
1951 · 
1952 · 1953 · 1954 · 
1955 · 
1956 · 
1957–1964 · 
1965 · 
1966 · 
1967 · 
1968 · 
1969 · 
1970 · 
1971 · 
1972 · 
1973 · 
1974 · 
1975 · 
1976 · 
1977 · 
1978 · 
1979 · 
1980 · 
1981 · 
1982 · 
1983 · 
1984 · 
1985 · 
1986 · 
1987 · 
1988 · 
1989 · 
1990 · 
1991 · 
1992 · 
1993 · 
1994 · 
1995 · 
1996 · 
1997 · 
1998 · 
1999 · 
2000 · 
2001 · 
2002 · 
2003 · 
2004 · 
2005 · 
2006 · 
2007 · 
2008 · 
2009 · 
2010 · 
2011 · 
2012 · 
2013 · 
2014 · 
2015 · 
2016 · 
2017 ·
2018 ·
2019 ·
2020 ·
2021 ·
2022 ·
2023 ·
2024
Angola ·
Argentinië ·
Aruba ·
Australië ·
Bahama's ·
Bermuda ·
Bolivia ·
Brazilië ·
Canada ·
Chili ·
China ·
Colombia ·
Costa Rica ·
Cuba ·
Dominicaanse Republiek ·
Ecuador ·
El Salvador ·
Estland ·
Guatemala ·
Guinee ·
Haïti ·
Honduras ·
IJsland ·
Iran ·
Italië ·
Jamaica ·
Japan ·
Joegoslavië ·
Malta ·
Mexico ·
Moldavië ·
Nederlandse Antillen ·
Nicaragua ·
Nieuw-Zeeland ·
Nigeria ·
Noord-Korea ·
Oezbekistan ·
Oostenrijk ·
Panama ·
Paraguay ·
Peru ·
Puerto Rico ·
Saoedi-Arabië · 
Spanje ·
Syrië ·
Trinidad en Tobago ·
Uruguay ·
Verenigde Arabische Emiraten ·
Verenigde Staten ·
Zuid-Korea ·
Zweden ·
Zwitserland
CONMEBOL: Argentinië · Bolivia · Brazilië · Chili · Colombia · Ecuador · Paraguay · Peru · Uruguay · Venezuela

UEFA: Albanië · Andorra · Armenië · Azerbeidzjan · België · Bosnië en Herzegovina · Bulgarije · Cyprus · Denemarken · Duitsland · Engeland · Estland · Faeröer · Finland · Frankrijk · Georgië · Gibraltar · Griekenland · Hongarije · IJsland · Ierland · Israël · Italië · Kazachstan · Kosovo · Kroatië · Letland · Liechtenstein · Litouwen · Luxemburg · Malta · Moldavië · Montenegro · Nederland · Noord-Ierland · Noord-Macedonië · Noorwegen · Oekraïne · Oostenrijk · Polen · Portugal · Roemenië · Rusland · San Marino · Schotland · Servië · Slovenië · Slowakije · Spanje · Tsjechië · Turkije · Wales · Wit-Rusland · Zweden · Zwitserland

AFC: Australië · China · Irak · Iran · Japan · Libanon · Oezbekistan · Oman · Qatar · Saoedi-Arabië · Syrië · Verenigde Arabische Emiraten · Vietnam · Zuid-Korea

CAF: Algerije · Burkina Faso · Congo-Kinshasa · Egypte · Ghana · Ivoorkust · Kaapverdië · Kameroen · Mali · Marokko · Nigeria · Senegal · Tunesië · Zuid-Afrika

CONCACAF: Canada · Costa Rica · Curaçao · El Salvador · Honduras · Jamaica · Mexico · Panama · Suriname · Verenigde Staten

OFC: Nieuw-Zeeland